# Bahia-Klasse (1912)
Die Bahia-Klasse war eine Baureihe von vier Dampfschiffen der Reederei Hamburg Süd. Das Schiffsquartett war die letzte vor dem Ersten Weltkrieg gebaute Baureihe für die Reederei. Die Kombischiffe verfügten über umfangreiche – von Schiff zu Schiff abweichend große – Einrichtungen für Zweite-Klasse- und Zwischendeckspassagiere. Alle vier Einheiten überstanden den Ersten Weltkrieg, zwei Schiffe wurden in den 1930er Jahren verschrottet, eines sank und das Typschiff wurde schließlich 1940 versenkt.

## Die Schiffe

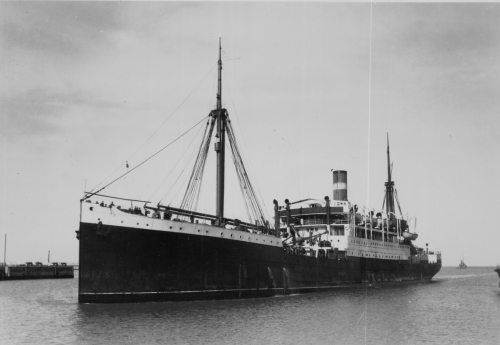
Die Bahia Blanca der Hamburg-Süd, 1920 als argentinischer Transporter

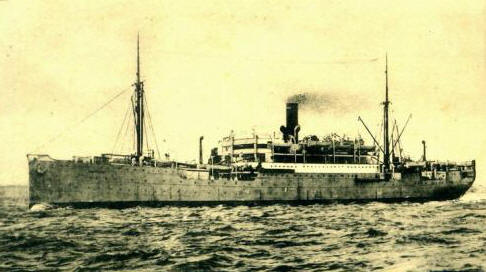
Die Bahia Castillo (Schiff, 1913) wurde 1919 an Großbritannien ausgeliefert und fuhr später für Hugo Stinnes

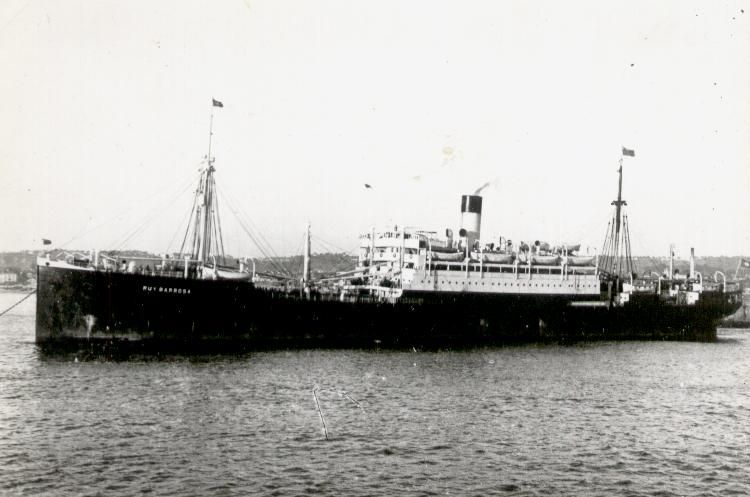
Die Ruy Barbosa de Lloyd Brasileiro ex Bahia Laura der Hamburg-Süd

| Bauname        | Bauwerft/ Baunummer  | Stapellauf        | Ablieferung   | Umbenennungen und Verbleib |
| -------------- | -------------------- | ----------------- | ------------- | --- |
| Bahia Blanca   | Reiherstiegwerft/444 | 30. Dezember 1911 | 2. März 1912  | August 1914 in Buenos Aires aufgelegt, am 16. April 1918 von Argentinien gekauft, 1935 Umbria, im Juni 1940 in Port Sudan selbstversenkt, später gehoben und verschrottet |
| Buenos Aires   | Bremer Vulkan/554    | 2. April 1912     | 10. Mai 1912  | am 20. Juni 1919 an Frankreich abgeliefert, 1922 Passagiereinrichtungen umgebaut, im Januar 1936 zum Abbruch an Hughes Bolckow in Blyth verkauft |
| Bahia Castillo | Reiherstiegwerft/446 | 4. Januar 1913    | 27. März 1913 | am 22. Mai 1919 an den Shipping Controller abgeliefert, September 1922 an Hugo Stinnes gekauft, in General Belgrano umbenannt und Passagiereinrichtungen umgebaut, am 24. November 1926 an die HAPAG verkauft, am 20. Dezember 1932 über die Reederei-Treuhand-Gesellschaft zum Abbruch an die Deutsche Werft verkauft |
| Bahia Laura    | Bremer Vulkan/562    | 29. April 1913    | 21. Juni 1913 | August 1914 in Pernambuco aufgelegt, 1. Juni 1917 von Brasilien beschlagnahmt und in Caxias umbenannt, 1923 an Lloyd Brasileiro Ruy Barbosa, am 31. Juli 1934 bei Leixöes gestrandet und gesunken |